# Ненсі Тревіс
Ненсі Енн Тревіс (англ. Nancy Ann Travis; нар. 21 вересня 1961, Нью-Йорк, Нью-Йорк, США) — американська акторка. Найбільш відома ролями у фільмах «Я одружився з вбивцею з сокирою», «Внутрішнє розслідування», «Троє чоловіків і немовля», його продовженні «Троє чоловіків і маленька леді», «Флюк».

## Біографія
Ненсі Енн Тревіс народилася 21 вересня 1961 року в Нью-Йорку в сім'ї соціальної працівниці Терези Тревіс і Гордона Тревіса, менеджера з продажу. Вона італійського походження. У 1994 році Тревіс одружилася з Робертом М. Фрідом, колишнім президентом і головним директором «Savoy Pictures».
Ненсі Тревіс почала свою кар'єру на початку 1980-х роках з постановках в театрах. Дебютувала у великому кіно в 1985 році і надалі активно знімалася у фільмах. Виконала ряд головних ролей у відомих фільмах, таких як «Внутрішнє розслідування», «Троє чоловіків і маленька леді», «Я одружився з вбивцею з сокирою» та багатьох інших. Зіграла Джоан Баррі, жінку, яка подала позов проти Чарлі Чапліна у фільмі «Чаплін».
На телебаченні зіграла головну роль у мінісеріалі 2002 року за романом Стівена Кінга «Червона троянда», а також одну з головних ролей у комедії «Беккер» у 2002–2004 роках.
У 2010–2011 роках Тревіс була запрошеною зіркою в популярних серіалах «Відчайдушні домогосподарки», «Анатомія пристрасті» і «Як я зустрів вашу маму». Тревіс і Тім Аллен зіграли головні ролі в комедійному серіалі каналу американської телерадіомовної компанії «Ей-Бі-Сі» «Останній справжній чоловік», прем'єра якого відбулася восени 2011 року.

## Фільмографія
| Фільми | Фільми                          | Фільми                                | Фільми              |
| Рік    | Українською мовою               | мовою оригіналу                       | Роль                |
| ------ | ------------------------------- | ------------------------------------- | ------------------- |
| 1987   | Троє чоловіків і немовля        | Three Men and a Baby                  | Сильвія Беннінгттон |
| 1988   | Одружена з мафією               | Married to the Mob                    | Карен Лютник        |
| 1988   | Вісімка вибуває з гри           | Eight Men Out                         | Лірія Вільямс       |
| 1988   | Я буду вдома на Різдво          | I'll Be Home for Christmas            | Лія Банді           |
| 1990   | Шалені детективи»               | Loose Cannons                         | Ріва                |
| 1990   | Внутрішнє розслідування         | Internal Affairs                      | Кетлін Авілла       |
| 1990   | Ейр Америка                     | Air America                           | Корін Ландро        |
| 1990   | Троє чоловіків і маленька леді  | Three Men and a Little Lady           | Сильвія Беннінгттон |
| 1992   |                                 | Passed Away                           | Кессі Слокомб       |
| 1992   | Чаплін                          | Chaplin                               | Джоан Беррі         |
| 1993   | Зникнення                       | The Vanishing                         | Рита Бейкер         |
| 1993   | Я одружився з вбивцею з сокирою | So I Married an Axe Murderer          | Гаріетта Майклс     |
| 1994   | Жадібність                      | Greedy                                | Робін               |
| 1995   | Везунчик                        | Fluke                                 | Керол Джонсон       |
| 1995   | Закоханий Ліберман              | Lieberman in Love                     | Кейт                |
| 1995   | Дестіні вмикає радіо            | Destiny Turns on the Radio            | Люсіль              |
| 1996   | Богус                           | Bogus                                 | Лорейн Франклін     |
| 2000   | Збіг обставин                   | Auggie Rose                           | Керол               |
| 2005   | Джинси, як символ дружби        | The Sisterhood of the Traveling Pants | Лідія Родман        |
| 2007   | Книжковий клуб Джейн Остін      | The Jane Austen Book Club             | Кет Гарріс          |